# يارا انترناشونال
يارا انترناشونال هي شركة نرويجية تتخصص في بيع الأسمدة.
للشركة شراكة مع المؤسسة الوطنية للنفط الليبية وتملك 50% من معمل للأسمدة في البريقة في شرق ليبيا.